# إنزو كونتي
إنزو كونتي Enzo G. Conti (ولد في 1955 في ألساندريا في بيدمونت في إيطاليا) هو عازف أكورديون دياتوني ومؤلف موسيقي إيطالي.
بدأ تلقي دروس البيانو في طفولته. وتخرج من المدرسة الثانوية والتحق بكلية الطب في جامعة بافيا، وحصل على درجة في الطب والجراحة.
اهتم بعزف الموسيقى الشعبية، وشارك في تأسيس فرقة (تري مارتيللي) في بيدمونت.